# Cyanidin-3,5-di-O-glucosid
Cyanidin-3,5-di-O-glucosid ist der Halbtrivialname eines Pflanzenfarbstoffs, der aus den Blütenblättern der Kornblume (Centaurea cyanus L.) isoliert und daher zunächst als Cyanin bezeichnet wurde. Er gehört zur Kategorie der Anthocyane und besteht aus dem farbgebenden Aglykon Cyanidin und zwei Molekülen Glucose, welche durch Glykosid-Bindungen verknüpft sind.  
Es ist nicht genau bekannt, welche die Gegenionen kationischer Anthocyanine in Pflanzen sind (vermutlich handelt es sich um organische Anionen), isoliert werden sie aber meist als Chloride. Daher sind in der nebenstehenden Infobox Daten zu Cyanidin-3,5-di-O-glucosidchlorid angegeben. 

## Geschichte
Die chemische Struktur des Diglucosids wurde erstmals im Jahr 1932 von Andrés Léon und Robert Robinson erkannt. Als endgültiger Strukturbeweis galt damals die Chemische Synthese.
Das  Diglucosid wurde auch in Blütenblättern roter Rosen und in Blättern einer japanischen Perilla-spezies (Perilla ocimoides L., Shiso) entdeckt, daher auch Shisonin genannt.

## Vorkommen

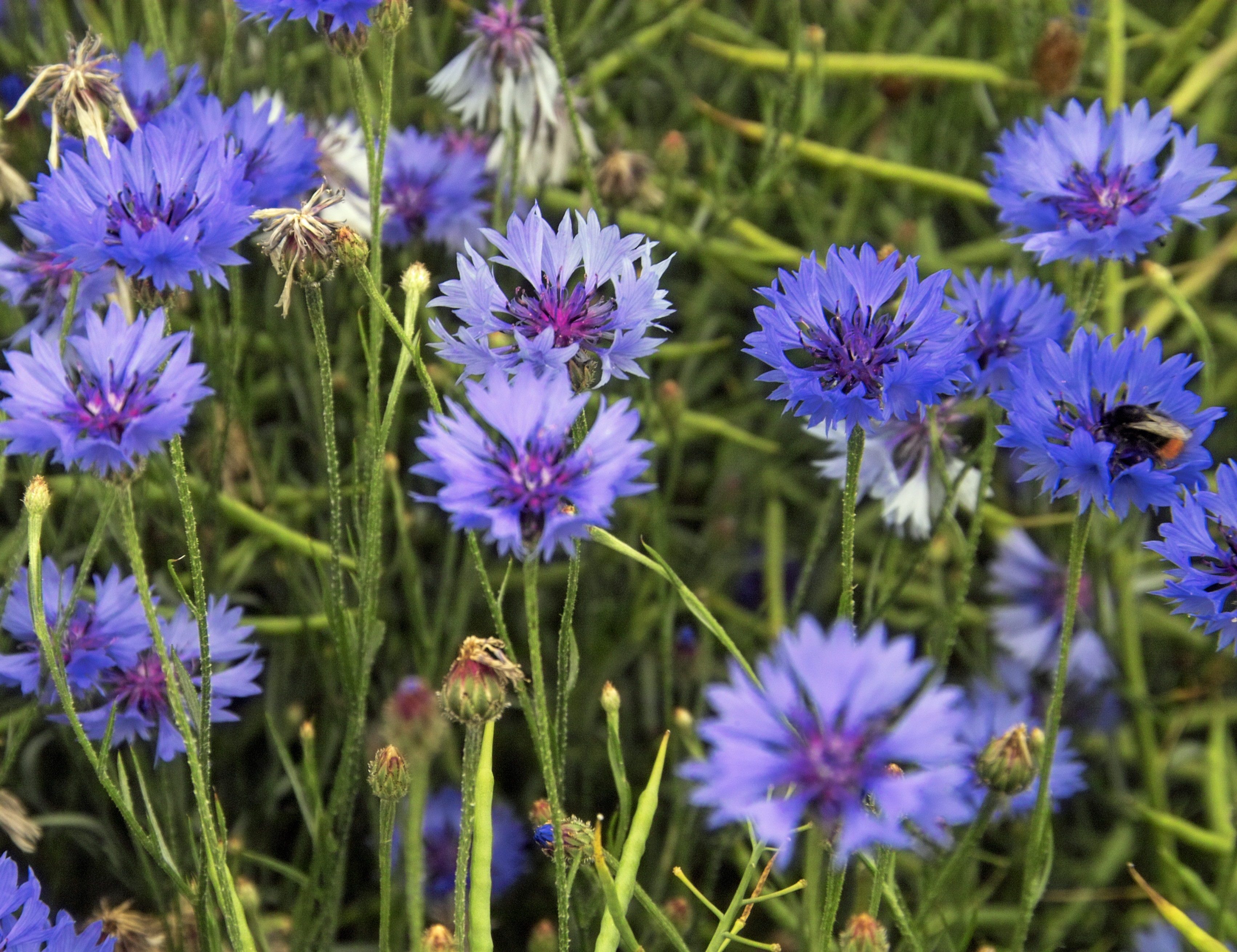
Cyanidin-3,5-di-O-glucosid wurde aus den Blütenblättern der Kornblume (Centaurea cyanus L.) isoliert

Viele Früchte, darunter Brombeeren, Erdbeeren und Maulbeeren, enthalten Cyanidin-3,5-diglucosid. In Ostasien sind Früchte aus Rubus coreanus (Koreanische Brombeere), Bokbunja genannt, bedeutende Quellen. Erwähnenswert ist auch die Schwarze Apfelbeere (Aronia melanocarpa).

## Gewinnung und Darstellung
Die Synthese gelang erstmals Alexander Robertus Todd im Arbeitskreis von Robert Robinson (siehe Allan-Robinson-Kondensation).

## Verwendung
In der Lebensmittelchemie wird das Chlorid als analytischer Standard bei der Untersuchung der Anthocyane von Lebensmitteln (Fruchtsäfte, Weine) verwendet. Cyanidin-3,5-diglucosid als Reinsubstanz dürfte kaum als Nahrungsergänzungsmittel oder Arzneistoff verwendet werden. Früchte und daraus gepresste Säfte werden wegen der antioxidativen Wirkung des Diglucosids zur Ernährung empfohlen.